# Ap bank fes '07
『ap bank fes '07』（エーピー・バンク・フェス ぜろなな）は、Bank Band with Great Artistsの映像作品である。2008年1月16日にトイズファクトリーよりDVDで発売された。

## 概要
2007年7月16日（14、15日は台風の影響で中止）に静岡県つま恋にて開催されたap bank主催の野外音楽フェスティバル『ap bank fes '07』のライブ映像やドキュメンタリー映像を収録している。なお、この収益はap bankの活動費に充てられる。また、出演したHOME MADE 家族、DEPAPEPE、藤巻亮太の映像は収録されていない。

## 収録曲

### Disc 1
1. よく来たね / Bank Band
2. メルシーテレメカシーアリガトオブリガード / GAKU-MC
3. 挙手 / GAKU-MC
4. Documentary 1
5. I'll Remember You / AI
6. Story / AI
7. くればいいのに / KREVA
8. アグレッシ部 / KREVA
9. Documentary 2
10. Jewelry day / 絢香
11. Peace loving people / 絢香
12. 流れ歌 / 東田トモヒロ
13. Documentary 3
14. ひとつだけ / Bank Band
15. Documentary 4

### Disc 2
1. 歌うたいのバラッド / Bank Band
2. 突然の贈りもの / 大貫妙子
3. 色彩都市 / 大貫妙子
4. Documentary 5
5. 世界でいちばん好きな人 / KAN
6. 愛は勝つ / KAN
7. この空を飛べたら / 加藤登紀子
8. 愛の讃歌 / 加藤登紀子
9. Documentary 6
10. 蕾 / コブクロ
11. 君という名の翼 / コブクロ
12. WINDING ROAD / 絢香×コブクロ
13. B・E・L・I・E・V・E / 氷室京介
14. CALLING / 氷室京介
15. Documentary 7
16. イロトリドリノセカイ / Bank Band
17. MR.LONELY / Bank Band

### Disc 3
1. Documentary 8
2. ええねん / ウルフルズ
3. 泣けてくる / ウルフルズ
4. ガッツだぜ!! / ウルフルズ
5. Documentary 9
6. 風 〜The wind knows how I feel〜 / Mr.Children
7. 未来 / Mr.Children
8. my life / Mr.Children
9. I'll be / Mr.Children
10. 空風の帰り道（Mr.Children）
11. Documentary 10
12. to U / Bank Band with Great Artists & Mr.Children
13. End Roll 「はるまついぶき」

- Extra track

1. ap bank dialogue 1
2. ap bank dialogue 2